# Етер (филм)
Етер је југословенски филм из 1985. године. Режирао га је Марио Фанели (итал. Mario Fanelli), а сценарио је писао Павао Павличић.

## Улоге
| Глумац             | Улога |
| ------------------ | ----- |
| Миа Беговић        |       |
| Вања Драх          |       |
| Зијад Грацић       |       |
| Вида Јерман        |       |
| Мирјана Мајурец    |       |
| Драган Миливојевић |       |
| Сретен Мокровић    |       |
| Жарко Поточњак     |       |
| Анте Румора        |       |
| Звонимир Торјанац  |       |
| Круно Валентић     |       |
| Илија Ивезић       |       |
| Едо Перочевић      |       |